# Galina Yermoláyeva (remera)
Galina Yermolayeva (nacida como Galina Suslina, 21 de octubre de 1948) es una deportista soviética que compitió en remo.
Participó en los Juegos Olímpicos de Montreal 1976, obteniendo una medalla de plata en la prueba de cuatro scull con timonel. Ganó dos medallas en el Campeonato Mundial de Remo, en los años 1974 y 1975, y tres medallas en el Campeonato Europeo de Remo entre los años 1970 y 1972.

## Palmarés internacional
| Juegos Olímpicos   | Juegos Olímpicos         | Juegos Olímpicos | Juegos Olímpicos         |
| Año                | Lugar                    | Medalla          | Prueba                   |
| ------------------ | ------------------------ | ---------------- | ------------------------ |
| 1976               | Montreal (Canadá)        | Medalla de plata | Cuatro scull con timonel |
| Campeonato Mundial |                          |                  |                          |
| Año                | Lugar                    | Medalla          | Prueba                   |
| 1974               | Lucerna (Suiza)          | Medalla de oro   | Doble scull              |
| 1975               | Nottingham (Reino Unido) | Medalla de oro   | Doble scull              |
| Campeonato Europeo |                          |                  |                          |
| Año                | Lugar                    | Medalla          | Prueba                   |
| 1970               | Tata (Hungría)           | Medalla de plata | Doble scull              |
| 1971               | Copenhague (Dinamarca)   | Medalla de oro   | Doble scull              |
| 1972               | Brandeburgo (RDA)        | Medalla de oro   | Doble scull              |